# 內心的蜘蛛：蜘蛛宇宙的故事
《內心的蜘蛛：蜘蛛宇宙的故事》（英語：The Spider Within: A Spider-Verse Story）是一部2023年美國心理惊悚動畫短片，以漫威漫畫角色邁爾斯·摩拉斯為主角，索尼動畫製作。該短片是2018年電影《蜘蛛人：新宇宙》的續集，亦是《蜘蛛宇宙系列》的第二部短片。

## 剧情
在結束一天的打擊犯罪活動後，邁爾斯·摩拉斯被家庭、学业以及他必須承擔的新責任所困擾。回到家中，他的父亲傑佛遜·戴維斯邀请其一起看恐怖片，迈尔斯以身心疲惫为由婉拒。当迈尔斯回到房间休息时，迈尔斯内心的烦恼由不安放大为恐惧，幻化成一个黄眼睛的黑色人形侵扰着他。迈尔斯尝试与人形搏斗，但不起效果。这个人形又变成巨型蜘蛛，再分裂成一群小蜘蛛扑向迈尔斯。无助的他蜷缩在角落，直到内心的恐惧消散。迈尔斯最终安定情绪走出房间，询问父亲能否跟他出门散步，后者欣然答应。父子俩随后离开公寓，迈尔斯在路上与父亲谈心。

## 角色
- 沙梅克·摩爾聲演邁爾斯·摩拉斯／蜘蛛人：一名來自1610號宇宙的美国非裔少年，居住於紐約市布魯克林，擁有一半波多黎各血統。是塗鴉藝術家和物理學高材生，性格天資聰穎又叛逆，在一次意外中成為1610號宇宙的新任蜘蛛人。
- 布萊恩·泰瑞·亨利聲演傑佛遜·戴維斯（英语：List of Marvel Comics characters: D#Jefferson Davis）：邁爾斯的美国非裔父親，為一名紐約市警察。

## 沿革
該部短片由賈雷爾·丹皮爾執導，TheWrap形容該片專注於成為蜘蛛人的邁爾斯的心理健康狀況。在，當他「開始感受到身為蜘蛛人的壓力，結果在他的潛意識中進行了一場可怕而幻覺般的小旅行」。並加深塑造著邁爾斯在學業、工作、考試和人際關係中不知所措時的焦慮症。一個代表邁爾斯自我的黑色人物，以及其臥室裡想像中的蜘蛛將成為侵擾邁爾斯心裡的具現化。
該作品是通過索尼藉由LENS計劃而製作的第一部作品，並於2023年6月12日首次在安錫國際動畫影展上首映。但在安錫首映時，索尼並未透露他們計劃如何以及何時將這部短片推廣給更廣泛的觀眾。
該作品的数字版本在2024年3月27日正式发布于YouTube，由索尼動畫与凯文·乐福基金会联合推出，作为基金会的心理健康课程计划“内心的英雄”的一部分。

## 備註
1. ↑  全称为，意为“引领与扶持新一代故事讲述者”。[4]

## 外部連結
- 互联网电影数据库（IMDb）上《内心的蜘蛛：蜘蛛宇宙的故事》的资料（英文）
- YouTube上的《内心的蜘蛛：蜘蛛宇宙的故事》